# Franc Luz
Franc Luz est un acteur américain né le 22 décembre 1950.

## Filmographie

### Cinéma
- 1979 : Voices : Bobby
- 1984 : Love Scenes : Peter Binnes
- 1988 : Ghost Town : Langley
- 1988 : Voyage au bout de l'horreur : Richard Tarbell
- 1989 : Quand Harry rencontre Sally : Julian
- 1994 : Don Juan DeMarco : Don Antonio
- 1999 : L'avocat du mal : Craig Dixon
- 1999 : The Pornographer : Kristina's Father

### Télévision

#### Séries télévisées
- 1963 : The Doctors : Dr. John Bennett (1979-1981)
- 1983 : Oh Madeline
- 1984 : L'Agence tous risques : Frank Traynor
- 1984 : Les Enquêtes de Remington Steele : Arnold Baskin
- 1984 : Ryan's Hope : Steve Latham
- 1985 : Hometown : Ben Abbott
- 1985-1989 : Aline et Cathy : Malcolm Carter
- 1986 : Kay O'Brien : Sam
- 1987 : Rick Hunter : Det. Sgt. Stephen J. McCall
- 1987 : Sam suffit : Jonathan Michaels
- 1987-1988 : Drôle de vie : Richard Katt / Professor Katt
- 1989 : 227 : Roger
- 1989 : La Belle et la Bête : Kristopher
- 1989 : La Maison en folie : Eric
- 1989-1990 : Free Spirit : T.J. Harper
- 1990 : L'Équipée du Poney Express : Capitaine Lewis
- 1990 : La Loi de Los Angeles : Dr. Michael Dayan
- 1991 : Les Sœurs Reed : Hank Seawell
- 1991 : Star Trek : La Nouvelle Génération : Odan
- 1992 : FBI: The Untold Stories : Ronald Williams
- 1992-1993 : Matlock : Mike Wilson / Richard Maitland
- 1992-1997 : Les Dessous de Palm Beach : Dr. Zachary Klein / Carl Reston
- 1993 : Walker, Texas Ranger : John Bodie
- 1995 : La force du destin : Seth Tanner
- 1996 : Swift Justice : Dillon Brock
- 1998 : Alerte à Malibu : Josie's Father
- 1998 : JAG : Mosburgh

#### Téléfilms
- 1986 : Petite annonce pour grand amour : Greg Madison
- 1989 : Ascenseur pour le passé : Michael Dean
- 1989 : Jackée : Roger
- 1990 : Good Cops, Bad Cops : Bobby Kellogg